# TVB
Television Broadcasts Limited (en chino tradicional, 電視廣播有限公司, cantonés: din si gwong bo jau haan gung si), comúnmente conocido solo como TVB, es la primera estación de televisión comercial inalámbrica en Hong Kong.

## Historia
Se estableció por primera vez el 19 de noviembre de 1967, solo cerca de 200 empleados ahora este grupo ha crecido a un tamaño de alrededor de 4500 alrededor del mundo. Su gran rival es Asia Television Limited.
TVB es la primera Free to air , organismo de radiodifusión de televisión en Hong Kong. TVB Cuando comenzó la radiodifusión, para distinguirla de la cadena de televisión por cable, Rediffusion televisión, era conocido como "Jade Wireless Televisión" (無綫電視翡翠台, cantonés: mou sin din si fei ceoi toi) en chino (definición que sigue manteniendo), aunque hay más de una estación de televisión terrestre ahora. El actual presidente de la compañía es Sir Run Run Shaw.
TVB actualmente opera cinco canales libres en Hong Kong. TVB Jade (cantonés) y TVB Pearl (Inglés) son los canales de televisión principales de TVB. Bajo la plataforma de televisión digital terrestre, que formalmente se inició el 31 de diciembre de 2007. TVB J2 y iNEWS. Se pusieron en marcha nuevos canales con definición estándar, mientras que TVB Jade en Alta definición.
TVB llega a las comunidades de toda China . Sus producciones están disponibles en la China continental, Taiwán, Macao, los Estados Unidos, Reino Unido, Canadá, Australia, República de Irlanda, Nueva Zelandia, Tailandia, Malaysia y Singapur, entre otros, en los canales como TVBS propio TVB-Europa
Muchas estrellas del cine de Hong Kong y el pop comenzó su carrera en la estación a través de series de ficción producidos por TVB. TVB eventos especiales como la celebración anual de TVB aniversario se transmiten a la audiencia planetaria. TVB también ejecuta programas de talento como el de Miss Hong Kong y China concursos de belleza Internacional.

En 2005, TVB, en asociación con el Hong Kong Jockey Club, organizó la campaña de recaudación de fondos más grande en la historia de la compañía en respuesta a la cooperación Sur-reciente tsunami de Asia oriental. Se recaudaron más de cien millones de dólares de Hong Kong para ayudar a los afectados.
Desde el 31 de marzo de 2008, TVBS-Europa lanzó su "multi-canal" paquete en Europa. Se compone de 5 canales diferentes, que incluyen la TVBS existentes-Europa de canal más la adición de BVT, TVB Entertainment News, TVB Classic y TVB Lifestyle.
En 2015, TVB es adquirido por Shaw Organisation.

## Lista de canales
- TVB Jade: Canal patriarca del grupo. Emite una programación generalista en cantonés.
- TVB Pearl: Emite una programación generalista en inglés para los residentes británicos en Hong Kong.
- TVB Plus: Canal juvenil y de finanzas.
- TVB News Channel: Canal de noticias.